# Für umme
Für umme ist eine elfteilige deutsche Comedy-Fernsehserie von Vlady Oszkiel, Thomas Beetz und Michael Fritz Schumacher, die im September 2020 auf Amazon Prime veröffentlicht wurde. Sie handelt von den chaotischen Abenteuern des arbeitslosen Schauspielers Mo Mikkelsen, gespielt von Michael Schumacher.
Für umme begann als Webserie und wurde dann auf vielen Serienfestivals ausgezeichnet, wie z. B. dem Seriencamp, dem TV Series Festival Berlin und dem Webfest Berlin. Sie wurde von der Firma Kater Film produziert.
Weitere Rollen spielen unter anderem Oliver Korittke, Martin Semmelrogge, Gisa Flake, Heiko Pinkowski, Sabine Vitua, Laura de Boer, Thelma Buabeng. Die Serie setzt sich durch die Kürze der Folgen und ihren differenzierten Humor von vielen anderen deutschen Serien ab. Koproduzenten sind Marian Redmann, Kathrin Lohmann, Katharina Otto-Bernstein sowie Victoria von Siemens.

## Handlung
Moritz „Mo“ Mikkelsen rennt mit seinen 33 Jahren noch immer der heiß ersehnten glitzernden Schauspielkarriere hinterher, doch mit seiner überambitionierten Herangehensweise tritt er ausschließlich von einem Fettnäpfchen ins nächste. Dabei bemerkt er gar nicht, wie vielen Leuten er mit seinem Schauspieltalent im wahren Leben hilft. Ein ungewollter Robin Hood sozusagen. Als der ersehnte Erfolg zum Greifen nah scheint, merkt Mo zu spät, dass im echten Leben niemand „Cut!“ ruft, wenn es gefährlich wird.

## Besetzung
| Schauspieler             | Rollenname            |
| ------------------------ | --------------------- |
| Michael Fritz Schumacher | Moritz „Mo“ Mikkelsen |
| Heiko Pinkowski          | Dieter Koslowski      |
| Gisa Flake               | Kathi                 |
| Oliver Korittke          | James Jarmers         |
| Sabine Vitua             | Iris Mikkelsen        |
| Michael Rothmann         | Ennriggo              |
| Nikolay Sidorenko        | Bettrig               |
| Matthias Kelle           | Schauspieler          |
| Philipp Sonntag          | Freddy Mikkselsen     |
| Jerry Kwarteng           | Sachverständiger      |
| Andreas Anke             | Herr Hagen            |
| Marion Alessandra Becker | Redakteurin           |
| Thelma Buabeng           | Bämmelah              |
| Laura de Boer            | Bankräuberin 2        |
| Franziska Dieterich      | Kassiererin           |
| Sina Ebell               | Bankräuberin          |
| Elena Garcia-Gerlach     | Model                 |
| Sinha Melina Gierke      | Schauspielerin        |
| Sara Gilani              | kleines Mädchen       |
| Eva Habermann            | Frau Dr. Hübchen      |
| Timur Isik               | Aldo König            |
| Mirijam Verena Jeremic   | Frau Dr. Kreimel      |
| Patrick Khatami          | Regieassistent        |
| Recardo Koppe            | Herr Obenbaum         |
| Christian R. Meyer       | Frido                 |
| Ariane Pochon            | Produzentin           |
| Harald Polzin            | Herr Kalkaterra       |
| Joseph Reichelt          | Nerd                  |
| Patrick Rupar            | Pfleger               |
| Bärbel Schwarz           | Pflegerin             |
| Simon Fabian             | Kevin                 |
| Ferhat Türkoglu          | Trump 1               |
| Miriam Kohler            | Sybille               |
| Marc Philipps            | Herr Dr. Lüdtke       |
| Christoph Schmidtke      | Show-Host             |
| Alessandro Schuster      | Mike                  |
| Martin Semmelrogge       | Regisseur             |
| Isabel Thierauch         | Tanja                 |
| Emil von Schönfels       | Luis                  |
| Daniel Zimmermann        | Currybuden Verkäufer  |

## Episodenliste Staffel 1
Folge 1 – Kater Stimmung
Nach durchzechter Nacht wacht MO halbnackt und angekettet in einer fremden Badewanne auf. Ein Mann mit Maske lädt ihn ein, zum Frühstück zu bleiben. Flucht! Während MO die Erinnerungsfetzen der letzten Nacht einzuordnen versucht, macht er auf seiner Mailbox eine unglaubliche Entdeckung – ein einflussreicher Filmproduzent (Dieter Koslowski) will ihn für seinen neuen Film besetzen. Doch leider währt MOs Glück nicht lange, als er erfährt, dass die Redaktion sich doch für einen anderen Schauspieler entschieden hat. Frustriert und viel zu spät, trifft MO seine Eltern zum Abendessen, die ihm auch noch den Geldhahn zudrehen.
Folge 2 – Nackenschelle
Mitbewohner Burkhardt hat MOs Geldsorgen und Schulden satt und droht mit Rausschmiss. MO erbettelt sich eine Verlängerungsfrist. Vor dem folgenden Casting trickst Mo erfolgreich seinen Erzrivalen Tommy De La Fuerte aus. Als Mo an der Reihe ist, gibt er total übermotiviert alles, muss sich aber seiner Anspielpartnerin Kathi geschlagen geben, die ihn nicht nur an die Wand spielt, sondern auch den Regisseur davon überzeugt, seine Rolle mit einer Frau, nämlich ihr, umzubesetzen.
Folge 3 – Pillen
MO will sich als Medikamententester seine Miete verdienen. Damit sich das auch lohnt feilscht er um eine höhere Dosierung. Dabei bekommt er mit das in diesem Krankenhaus so einiges schiefläuft. Also wechselt er etwas unfreiwillig die Seiten und springt als Assistenzarzt ein, der einem kranken Patienten eine schlimme Botschaft überbringt. Die Umstände zwingen ihn, erstmals eine Rolle abseits der Kamera anzunehmen. Als sein Betrug auffliegt, bleibt ihm nur die Flucht durch den Lüftungsschacht.
Folge 4 – Arthouse
Unfassbar: MO bekommt die Hauptrolle in einem Art House Film des berühmten James Jarmers Jr. Er läuft über vor Stolz und gibt vor Kathi damit an, die ihn daraufhin zu einer Mutprobe provoziert. In einem Anflug von Eitelkeit „übertrimmt“ er seine scheinbar schiefen Augenbrauen. Sein Aussehen zu verändern ist in der Filmbranche jedoch ein No-Go. Ihm wird nicht nur die Rolle weggenommen, er landet auf der schwarzen Liste und kann sich gerade noch so – mit einem schlüpfrigen Gefallen – beim Produzenten aus der Affäre ziehen.
Folge 5 – Monique
Als männlicher Schauspieler geblacklistet versucht es MO kurzerhand bei einem Frauencasting. Auf dem Weg dahin trifft er auf drei notgeile 14-Jährige Prolls. Nach einem Crashkurs in Sexualkunde übernimmt er dann – gegen Bezahlung versteht sich – kurzerhand die Mutterrolle beim Elternabend und liefert „Tootsie-mäßig“ eine herzerweichende Glanzvorstellung. Auch mit seinem Mitbewohner kann Mo sich wieder versöhnen und tatsächlich einen Teil seiner Schulden zurückzahlen.
Folge 6 – Roadtrip
MO macht sich in einem Brathähnchen-Kostüm auf zum Gig, auf einer Food Messe, als er seine Mutter besoffen vor seiner Wohnung vorfindet. Wie bitte, seine Eltern haben sich getrennt? MO kann sie so nicht alleine lassen und packt sie mit ein. Auf dem Weg holen sie noch Rapperin Tanja ab, auf die MO schon lange ein Auge geworfen hat. Mama Iris macht ihm aber einen fetten Strich durch die Rechnung, als sie sehr explizit erzählt, wie MO seine Sexualität entdeckt hat. Eine Autopanne zwingt MO schließlich, sich zwischen Tanja und seiner Mutter zu entscheiden.
Folge 7 – Datenight
Mama Iris ist in die 2er WG mit eingezogen. Chaos – sie führt sich auf wie ein Teenager und macht alle wahnsinnig. Mo‘s Schwarm Tanja will abends vorbeikommen und ihm eine letzte Chance geben, aber wohin mit der Mama? Er überlistet seinen Vater und überredet ihn, sie zum Abendessen auszuführen. Das Chaos nimmt seinen Lauf als Papa und Mama wie Teenager auf MOs Sofa rumknutschen, während Tanja reinplatzt. Niemand will seine Eltern bei einem Date dabei haben und als Mo noch so einiges aus der Vergangenheit seines Vaters erfährt, ist er einfach nur noch sprachlos. Das sein Date platzt muss man nicht extra erwähnen.
Folge 8 – Kingsize Management
So kann‘s nicht weitergehen! MO konfrontiert seinen Agenten Aldo wegen ausbleibender Angebote. Dieser scheffelt neuerdings dick Kohle dank MOs Erzfeind Tommy und rührt keinen einzigen Finger mehr für ihn. Verständlich denn wegen des Augenbrauen Fauxpas, will keiner mehr mit Mo arbeiten. Nach einem Streit kündigt MO und nimmt sein Schicksal in die eigenen Hände. Seine unkonventionellen Mittel an neue Aufträge heranzukommen gehen voll in die Hose und so steht er am Ende wieder nackt und besiegt vor Aldos Tür.
Folge 9 – Die Rolle
Kaum zu glauben! Aldo hat MO tatsächlich einen Job besorgt. Es gibt da einen Film, in dem er sogar die Hauptrolle spielen soll. MO ist natürlich Feuer und Flamme, aber hat die Sache einen Haken? Was er nicht weiß: Aldo, Dieter und Jarmers planen eine Verschwörung und wollen den ganzen Film mit versteckter Kamera drehen! Ohne MOs Mitwissen soll alles aus dem Ruder geraten und er geopfert werden. Kathi will ihn noch warnen, doch dann passiert etwas Unerwartetes…
Folge 10 – Neobrutalismus
Die kriminellen Investoren von Dieter haben ihn und MO kurzerhand entführt. Sie werden zu Mafiabossin Bämmelah gebracht, die ihr Geld zurückhaben will. MO denkt fälschlicherweise, dass alles Teil der Filminszenierung sei und spielt seine Rolle oscarreif. Er gibt nicht nur alles, sondern treibt es so auf die Spitze, dass er sich und Dieter in Lebensgefahr bringt. Jarmers nimmt alles mit den versteckten Kameras auf und dreht den Film des Jahrhunderts. Die Situation eskaliert. Es wird scharf geschossen!
Folge 11 – MOs Problemlos
MO hat die Schauspielkarriere endgültig an den Nagel gehängt und arbeitet, völlig abgestumpft, im Supermarkt. Sein aufgeblasener Chef gibt ihm viele Ratschläge wie man das Leben angehen soll und auf unkonventionellen Wegen zu Geld kommt. Als ein plötzlicher Überfall MO zu einem improvisierten Einsatz als verdeckter Ermittler und Ehekrisenmediator zwingt, reißt ihn dies aus seiner emotionalen Krise und verschafft ihm den lang ersehnten Aha-MOment: MO macht sich als Problemfixer selbstständig und lässt sich als Schauspieler im wahren Leben buchen. Doch wie lange kann das gut gehen?

## Auszeichnungen
Die Seriale
- 2021: gewonnen in der Kategorie Bester Hauptdarsteller Michael Fritz Schumacher

Webfest Berlin
- 2018: gewonnen in der Kategorie Best Series

Los Angeles Film Award
- 2019: gewonnen in der Kategorie Honorable Mention: Actor Michael Fritz Schumacher
- 2019: gewonnen in der Kategorie Best Comedy Vlady Oszkiel
- 2019: gewonnen in der Kategorie Best Director  Vlady Oszkiel

New York Film Awards
- 2019: gewonnen in der Kategorie Best Actor Michael Fritz Schumacher
- 2019: gewonnen in der Kategorie Best Cinematography Thomas Beetz
- 2019: gewonnen in der Kategorie Best Supporting Actress Gisa Flake
- 2019: gewonnen in der Kategorie Best First Time Director Vlady Oszkiel
- 2019: gewonnen in der Kategorie Best Comedy

Seriencamp
- 2019: nominiert in der Kategorie Best Series

Los Angeles Independent Filmawards
- 2020: gewonnen in der Kategorie Best Mini Series

International Filmfest Cologne
- 2020: nominiert in der Kategorie Best Mini Series